# Smolikas
Smolika-bjerget ( græsk: Σμόλικας, Arumænsk: Smolcu) er et bjerg i præfekturet Ioannina, nordvestlige Grækenland. Med en højde af 2.637 meter over havets overflade er det det højeste af Pindus-bjergene og det næsthøjeste bjerg i Grækenland efter Olympus-bjerget. Bjerget består af stenen ofiolit. I flere perioder i Pleistocæn blev de nordlige og østlige cirques og dale dækket af is. De sidste gletsjere i dette område trak sig tilbage for omkring 11.500 år siden. Det afvandes af floden Aoos mod syd og floden Vourkopotamo (en biflod til Sarantaporos) mod nord. Der er en lille alpin sø kaldet " Drakolimni Smolika" nær toppen, i ca. 2.200 meters højde. Nærliggende bjergkæder er Tymfi mod syd, Gramos mod nordvest, Vasilitsa mod sydøst og Voio mod nordøst.
Højderne over 2.000 meter, består af græsarealer og klipper, mens der er løvskove og nåleskove i lavere højder. Bjerget ligger helt inden for Konitsa-kommune, de vigtigste landsbyer omkring bjerget er Agia Paraskevi mod nord og Palaioselli, Pades og Armata mod syd. Byen Konitsa ligger 15 km sydvest for Smolikas. Den græske nationale vej 20 ( Kozani - Siatista - Konitsa - Ioannina ) passerer vest for bjerget.